# イ・ギルウ
イ・ギルウ（Kil Woo Lee、1993年2月19日 - ）は、韓国の男性元総合格闘家。ソウル出身。チームボッセ所属。元ROAD FCフェザー級王者。

## 来歴
1. 幼少期からの難病との闘い
- 生まれつき 気道（後頭部）に腫瘍があり、25回にも及ぶ手術を受けてきました。これにより十分な呼吸が難しく、格闘技選手としては重大なハンディキャップでした  ￼ ￼。
- 後に「人間勝利ファイター」と呼ばれるようになったのは、このような困難を乗り越えて戦い続けたからです  ￼ ￼。

2. 格闘技への転向とプロデビュー
- もともとは趣味で武術を学んでいたことがきっかけで、ボクシングやキックボクシングを習い始め、才能が開花しました  ￼。
- 2009年ごろからチームに参加し、2010年7月、SRCアジア Vol.1でプロデビュー戦。相手を1ラウンド・10秒のKOで下しました  ￼。

3. ロードFCでのリザーブマッチからチャンピオンへ
- 悪戦苦闘が続きましたが、2013年4月に1年9ヶ月ぶりにロードFCに復帰。出場予定の選手の代替としてトーナメントに参加し、リザーブマッチ》準優勝を経て決勝進出し、タイトルに挑戦しました  ￼。
- **同年6月22日・ロードFC 12大会（チャンピオン決定戦）**では、相手のソン・ミンジョン（송민종）に判定で勝利し、バンタム級王者となりました

5. 現在の活動
- チャンピオンとなった後は、韓国・ソウルの홍대입구（弘大入口）近くにある道場「사비MMA」を設立し、コーチとして後進の指導にあたっています。

## 人物
イ・ギルウ選手は、幼少期から喉にポリープが繰り返しできる難病と戦いながら、総合格闘技の道を歩んできました。そのため、試合間隔が空くこともありましたが、持ち前の精神力と努力で数々の試合を戦い抜いてきました。また、ソウルのホンデ地区にあるジム「Ssabi MMA」を共同運営し、韓国MMA界の発展にも貢献しています。

## 戦績

### プロ総合格闘技
| 総合格闘技 戦績 | 総合格闘技 戦績 | 総合格闘技 戦績 | 総合格闘技 戦績 | 総合格闘技 戦績 | 総合格闘技 戦績 | 総合格闘技 戦績 |
| --------------- | --------------- | --------------- | --------------- | --------------- | --------------- | --------------- |
| 11 試合         | (T)KO           | 一本            | 判定            | その他          | 引き分け        | 無効試合        |
| 5 勝            | 2               | 0               | 3               | 0               | 0               | 0               |
| 6 敗            | 2               | 2               | 2               | 0               | 0               | 0               |

| 勝敗 | 対戦相手         | 試合結果                            | 大会名                                                  | 開催年月日     |
| ○    | 朝倉未来         | 5分3R終了 判定3-0                   | ROAD FC 043                                             | 2017年10月28日 |
| ×    | イ・ユンジュン   | 1R 3:40 KO（右ハイキック→パウンド） | ROAD FC 020                                             | 2014年12月14日 |
| ○    | ソン・ミンジョン | 5分3R終了 判定3-0                   | ROAD FC 012 【ROAD FCフェザー級タイトルマッチ】         | 2013年6月22日  |
| ○    | ムン・ジェフン   | 1R 2:32 TKO（パウンド）             | ROAD FC 011                                             | 2013年4月13日  |
| ○    | チョン・ギホン   | 5分2R終了 判定3-0                   | ROAD FC 011                                             | 2013年4月13日  |
| ×    | 釜谷真           | 5分3R終了 判定0-3                   | DEEP OSAKA IMPACT 2012                                  | 2012年9月29日  |
| ×    | カン・ギョンホ   | 1R 0:52 TKO（コーナーストップ）     | ROAD FC 3: Explosion                                    | 2011年7月24日  |
| ×    | ミン・ジョンソン | 5分3R終了 判定0-3                   | KF-1 MMA Warld Competition                              | 2011年4月30日  |
| ×    | 石渡伸太郎       | 1R 2:20 フロントチョーク            | SRC14 【バンタム級ASIAトーナメント2010 2回戦】          | 2010年8月22日  |
| ○    | 種市彩人         | 1R 0:10 KO（パンチ）                | SRC Asia vol.1 【バンタム級ASIAトーナメント2010 1回戦】 | 2010年7月4日   |
| ×    | ジェ・ヒョンソ   | 1R 1:52 リアネイキドチョーク        | 戦国 - Gold Rush Korea                                  | 2009年3月11日  |

## 獲得タイトル
- ROAD FCフェザー級王座

## 朝倉未来について
4. 朝倉未来戦とその後の評価
- 2017年10月、ロードFCでの朝倉未来戦は、1ラウンドから鋭いパンチでダウンを奪うなど、非常に見応えある一戦でした  ￼ ￼。
- 試合後、朝倉選手が「今までダウンをとられたのは初めてで、どう戦ったか覚えていない」と語るほど印象的な内容だったと言われています  ￼。
- この勝利は、ファンやメディアの間で語り草となり、イ・ギルウ選手の実力と格を示す名勝負として広く認知されています